# 长乐甜酒
长乐甜酒是湖南汨罗长乐镇出产的一种糯米酒/低度甜黄酒，始于北宋，流传迄今。长乐甜酒历史虽久，但一直为地方品牌，肇因手工酿制的米酒之特性，无法长贮；直至2010年代末研发出保质期长达一年的玻璃瓶装甜酒，解决了运贮难题后，此酒才靠电商扩至外地销售。长乐甜酒乃以糯米为主料，经过浸米、上甑、清蒸、拌粬、装缸、发酵、入窖等十余道入选市级非物质文化遗产的传统酿造技艺工序酿制而成，为中国国家地理标志保护产品、中国驰名商标、湖南老字号。